# Figlie di San Giuseppe di Rivalba
Le Figlie di San Giuseppe di Rivalba sono un istituto religioso femminile di diritto pontificio: le suore di questa congregazione, dette popolarmente Suore delle Ostie, pospongono al loro nome la sigla C.F.S.G.

## Storia
Il sacerdote italiano Clemente Marchisio (1833-1903), allievo di Giuseppe Cafasso, nel 1871 aprì a Rivalba un laboratorio di tessitura per offrire un lavoro alle ragazze del luogo e il 12 novembre 1875 fondò, assieme a Rosalia Sismonda, la congregazione delle Figlie di san Giuseppe, per l'assistenza morale e materiale alle operaie.
L'istituto venne canonicamente eretto in congregazione di diritto diocesano da Lorenzo Gastaldi, arcivescovo di Torino, il 3 maggio 1877: nel 1880, con l'approvazione di papa Leone XIII, la finalità principale dell'istituto divenne il confezionamento di quanto necessario al culto liturgico.
Le Suore delle Ostie o "Suore ostiarie", come sono dette popolarmente, ottennero il pontificio decreto di lode il 6 agosto 1901 e vennero approvate definitivamente dalla Santa Sede il 9 luglio 1908.
Il fondatore è stato proclamato beato in Piazza San Pietro a Roma il 30 settembre 1984 da papa Giovanni Paolo II.

## Attività e diffusione
Le Figlie di San Giuseppe si dedicano al confezionamento del vino e delle ostie per la messa, delle candele, dei lini e dei paramenti necessari al culto.
Sono presenti in Argentina, Brasile, Italia, Messico e Nigeria; la sede generalizia è a Roma.
Al 31 dicembre 2005, la congregazione contava 322 religiose in 30 case.